# Wałerij Jurczuk
Andrij Wołodymyrowycz Szewczuk, ukr. Валерій Володимирович Юрчук (ur. 12 sierpnia 1985 w Dniepropietrowsku) – ukraiński piłkarz, grający na pozycji bramkarza.

## Kariera piłkarska

### Kariera klubowa
Wychowanek klubu Dnipro Dniepropetrowsk, barwy którego bronił w juniorskich mistrzostwach Ukrainy (DJuFL). Pierwsi trenerzy O. Czystiakow i S. Maksymycz. W 2009 rozpoczął karierę piłkarską w składzie młodzieżowej drużyny Krywbasa Krzywy Róg. Potem grał w drugiej drużynie Dnipra Dniepropetrowsk. Latem 2012 został piłkarzem Dynamo-Chmielnicki. Podczas przerwy zimowej sezonu 2012/13 przeniósł się do Sławutycza Czerkasy, który trenował Serhij Puczkow. 9 lipca 2013 przeszedł do Metałurha Zaporoże, do którego zaprosił trener Serhij Puczkow. Po zakończeniu sezonu 2014/15 opuścił zaporoski klub. Potem przeszedł do Weresu Równe, ale nie rozegrał żadnego meczu i latem przeniósł się do Naftowyk-Ukrnafty Ochtyrka. 6 lipca 2017 roku został piłkarzem SK Dnipro-1.